# 蔡惠珍
蔡惠珍（Chua Hui Zhen Grace，1996年3月1日—），新加坡女子羽毛球運動員。

## 簡歷
蔡惠珍小時候就開始在民眾俱樂部接觸羽毛球運動，到9歲開始接受正規的訓練，在2011年新加坡羽毛球國際系列賽首次參加成人級別的國際賽事，及至2015年開始代表新加坡國家羽毛球隊。
2017年2月，蔡惠珍出戰伊朗羽毛球國際挑戰賽，拿得女子單打比賽亞軍。

## 主要比賽成績
只列出曾進入準決賽的國際賽事成績：
| 年份   | 賽事                   | 公開賽級別 | 項目     | 成績   |
| ------ | ---------------------- | ---------- | -------- | ------ |
| 2014年 | 新加坡羽毛球國際系列賽 | 國際系列賽 | 女子單打 | 準決賽 |
| 2015年 | 東南亞運動會羽毛球比賽 | 其他       | 女子團體 | 銅牌   |
| 2016年 | 越南羽毛球國際挑戰賽   | 國際挑戰賽 | 女子單打 | 準決賽 |
| 2016年 | 印度羽毛球國際挑戰賽   | 國際挑戰賽 | 女子單打 | 準決賽 |
| 2017年 | 伊朗羽毛球國際挑戰賽   | 國際挑戰賽 | 女子單打 | 亞軍   |
| 2017年 | 東南亞運動會羽毛球比賽 | 其他       | 女子團體 | 銅牌   |
| 2017年 | 印度羽毛球國際系列賽   | 國際系列賽 | 女子單打 | 準決賽 |
| 2018年 | 英聯邦運動會羽毛球比賽 | 其他       | 混合團體 | 第四名 |
| 2018年 | 蒙古國羽毛球國際賽     | 國際系列賽 | 女子單打 | 準決賽 |
| 2018年 | 白夜羽毛球賽           | 國際挑戰賽 | 女子單打 | 準決賽 |
| 2018年 | 世界大学生羽毛球锦标赛 | 其他       | 女子單打 | 季軍   |
| 2019年 | 東南亞運動會羽球比賽   | 其他       | 女子團體 | 銅牌   |
| 2022年 | 東南亞運動會羽毛球比賽 | 其他       | 女子團體 | 銅牌   |
| 2023年 | 東南亞運動會羽毛球比賽 | 其他       | 女子團體 | 銅牌   |

| 2007-2017年 | 首要超級賽 | 超級賽 | 黃金大獎賽 | 大獎賽 | 國際挑戰賽 | 國際系列賽 | 未來系列賽 | 其他 |

| 2018-2026年 | 總決賽 | 超級1000賽 | 超級750賽 | 超級500賽 | 超級300賽 | 超級100賽 | 國際挑戰賽 | 國際系列賽 | 未來系列賽 | 其他 |